# Trivial Pursuit

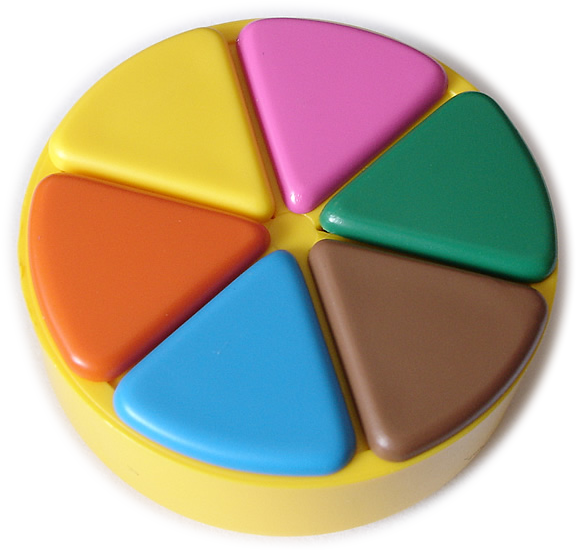
Ein Spielstein mit allen Wissensecken

Trivial Pursuit (engl. trivial alltäglich, belanglos (vgl. Allgemeinwissen), pursuit (Verfolgungs-)Jagd (als leisure-time pursuit auch im Sinne von Zeitvertreib, Beschäftigung), entsprechend etwa Belanglose Jagd oder Die Jagd ums Allgemeinwissen, Aussprache [ˌtrɪviəl pɜːˈsjuːt]) ist ein bekanntes Brettspiel. Ziel des Spiels ist es, durch korrektes Beantworten von Fragen aus verschiedenen Kategorien seinen Spielstein als Erster mit allen sechs Wissensecken oder „Tortenstücken“ zu füllen.
Das Spiel wird in 19 Sprachen und 33 Ländern angeboten und ist bereits über 90 Millionen Mal verkauft worden (Stand 2012). Seit 2008 besitzt Hasbro die kompletten Rechte an dem Spiel.

## Entstehung
Die Ursprünge von Trivial Pursuit liegen im Dezember 1979 in Montreal, als die beiden Freunde Scott Abbott, Sportredakteur bei der Canadian Press, und Chris Haney, Fotograf für die Tageszeitung Montreal Gazette, sich bei einer Partie Scrabble darüber stritten, wer von den beiden der bessere Spieler wäre. Das brachte sie auf die Idee, ihr eigenes Brettspiel zu kreieren. Bereits am Abend des 15. Dezember 1979 war das Prinzip von Trivial Pursuit geboren. Als sie jedoch merkten, dass sie für dieses Projekt Hilfe und Geld benötigen würden, holten sie Chris’ älteren Bruder John Haney, einen ehemaligen Eishockey-Torwart der Colgate University, und dessen Freund Ed Werner, ebenfalls ehemaliger Eishockeyspieler und Anwalt, mit ins Boot.
Die vier Freunde gründeten für die ersten Entwicklungs- und Vermarktungsaktivitäten die Horn Abbot Ltd., benannt nach dem Spitznamen The Horn von Chris Haney und dem Nachnamen von Scott Abbott, verkürzt um einen Buchstaben. Der 18-jährige arbeitslose Künstler Michael Wurstlin entwarf das Aussehen für das Spiel im Austausch für fünf Aktien der Firma. Im November 1981 waren die ersten 1100 Exemplare des Spiels für den Verkauf fertiggestellt. Für einen damals sehr hohen Preis von $ 29,95, von denen $ 15 an die Erfinder gingen, wurden alle Spiele verkauft. Betrachtet man die Produktionskosten von $ 75 pro Spiel, war das allerdings kein wirklicher Erfolg.
Auf Spielzeugmessen Anfang 1982 wurden die Erwartungen enttäuscht, als weniger als 400 Exemplare angefordert wurden und große Spielzeugfirmen sich nicht für das Spiel interessierten. Trotzdem gaben die vier nicht auf, denn die kanadischen Geschäfte, die die erste Auflage verkauft hatten, wollten mehr von Trivial Pursuit. So entwickelten sie eine zweite Edition des Spiels mit dem Themenschwerpunkt Filmindustrie. Mit Hilfe eines Kredits über $ 75.000 schafften sie es, 20.000 Exemplare mit immer noch hohen Kosten zu produzieren und zu verkaufen, wodurch sie letztlich jedoch alle Kosten decken konnten.
Den entscheidenden Impuls für den späteren Erfolg des Spiels brachte die kanadische Firma Chieftain Products Ltd., als sie ein Exemplar an die große US-Spiele-Firma Selchow & Righter schickte. Dort spielten drei leitende Angestellte das Spiel und waren sofort begeistert. Sie sahen in dem Spiel einen echten Konkurrenten gegen den Anfang der 1980er Jahre aufkommenden Videospielmarkt.
Die US-Firma entschied sich für die Produktion und den Verkauf von Trivial Pursuit und startete eine Werbekampagne, bei der 1.800 Großkunden der New York Spielzeug Messe 1983 und diverse Hollywood-Stars direkt angeschrieben wurden. Die Kampagne war sehr erfolgreich und am Ende desselben Jahres waren bereits 2,3 Millionen Exemplare in Kanada und eine weitere Million in den USA verkauft.
Selchow and Righter konnte im folgenden Jahr kaum die explosionsartig steigende Nachfrage bedienen. 1984 wurden allein in den USA rekordverdächtige 20 Millionen Spiele verkauft. Die Einnahmen überstiegen die Eine-Milliarde-Dollar-Grenze. Die vier Erfinder des Spiels gewannen Ende des Jahres den Ontario Business Achievement Award in Toronto.
In Deutschland startete Trivial Pursuit 1984 mit der Genus-Edition. Zwischen 1986 und 2012 stammten alle Fragen (laut ihm über 200.000) für die bundesdeutschen Ausgaben von einer einzigen Person, dem Hamburger Journalisten Willi Andresen.
Seit 1985 erscheinen auch regelmäßig Genus- und andere Editionen mit Fragen, die auf österreichische Spieler zugeschnitten sind.
1988 erwarb Parker Brothers, eine Unterabteilung der Tonka Corporation, die Rechte an Trivial Pursuit für den US-amerikanischen und den kanadischen Markt und vertrieb ab 1989 das Spiel. 1992 wurde Parker Brothers von Hasbro übernommen, die mit Milton Bradley die Firma Hasbro Games Unit. bildet.
2008 wurden die Rechte für 80 Millionen US-Dollar komplett an Hasbro verkauft.
Trivial Pursuit wurde auch als TV-Quiz-Show in mehreren Ländern präsentiert, darunter auch in Deutschland auf VOX ab 1993/94 und in Österreich im ORF. Die deutsche Version mit Birgit Lechtermann kam auf 300 Ausgaben. VOX strahlte das Quiz in seiner Anfangszeit aus.
In Österreich wurde Trivial Pursuit am Samstagnachmittag als Quizsendung mit Kindern gezeigt. Bernadette Schneider moderierte die 20 Episoden von 9. Februar 1991 bis 28. Dezember 1991.

## Das Spiel

### Spielbrett
Das Spielfeld von Trivial Pursuit ist ein Rad mit sechs Speichen. Die sechs Endpunkte der Speichen sind die Eckfelder, auf denen der Spieler die Keile oder Wissensecken für seinen Spielstein, den so genannten Wissensspeicher, sammeln kann. In der Mitte treffen sich alle Speichen in einem neutralen Zentrumsfeld. Zwischen je zwei Eckfeldern sowie auf den Speichen befinden sich je nach Version jeweils fünf bzw. sechs Felder. Diese Felder kennzeichnen durch verschiedene Farben die unterschiedlichen Fragekategorien. Weiterhin gibt es in einigen Versionen die so genannten Springer-Felder, die sich genau in der Mitte zwischen zwei Eckfeldern befinden und es dem Spieler erlauben, auf das farblich entsprechende Eckfeld zu springen, um dort eine Wissensecke zu ergattern. In anderen Versionen gibt es diese Springerfelder nicht, dafür aber jeweils zwei „Noch einmal würfeln“-Felder zwischen den Eckfeldern.
Eine Besonderheit, die Kindern und Erwachsenen annähernd gleiche Chancen verschafft, ist die Möglichkeit, mehrere Kartensätze gleichzeitig zu verwenden. So können z. B. Kinder Fragen aus der Junior Edition beantworten und damit gegen Erwachsene spielen, die Fragen aus der Baby Boomer- oder Genus Edition beantworten müssen. Bei den Familien Ausgaben sind bereits zwei Kartensätze für Kinder und Erwachsene enthalten.
Einige Editionen beinhalten Sonderregeln, so hat die Deluxe-Version Karten mit unterschiedlicher Schwierigkeit einer Kategorie, die 2000-Edition ein komplett anderes Spielfeld. Die Familien-Edition von 2014, sowie weitere kompakte Ausgaben von Winning Moves, kleinere Spielfelder mit 3 Feldern zwischen den Speichen. Daneben gibt es kleinere (optionale) Sonderregeln für diverse Editionen, wie der World Wide oder die Disney 2005 Edition.

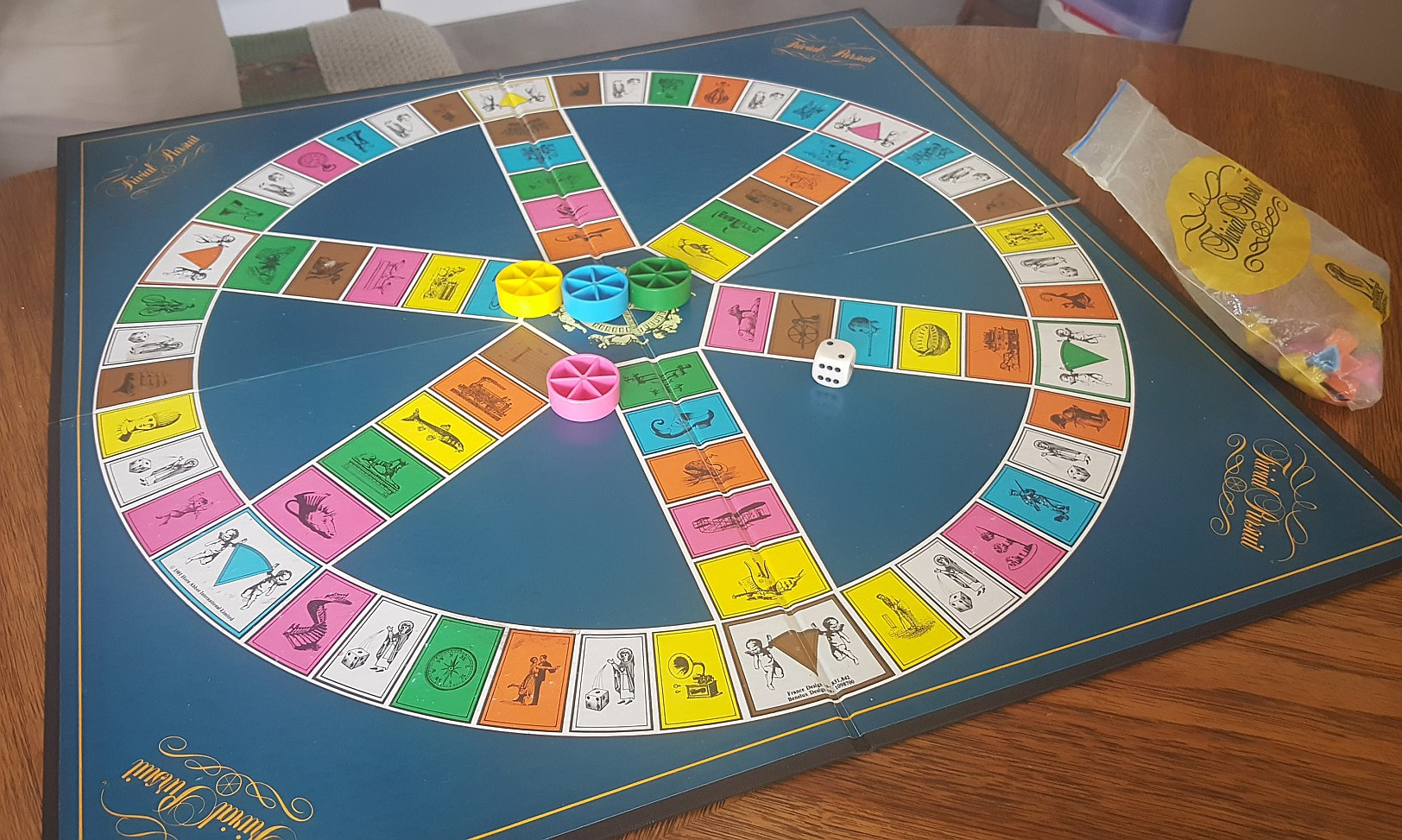
Klassisches Spielbrett
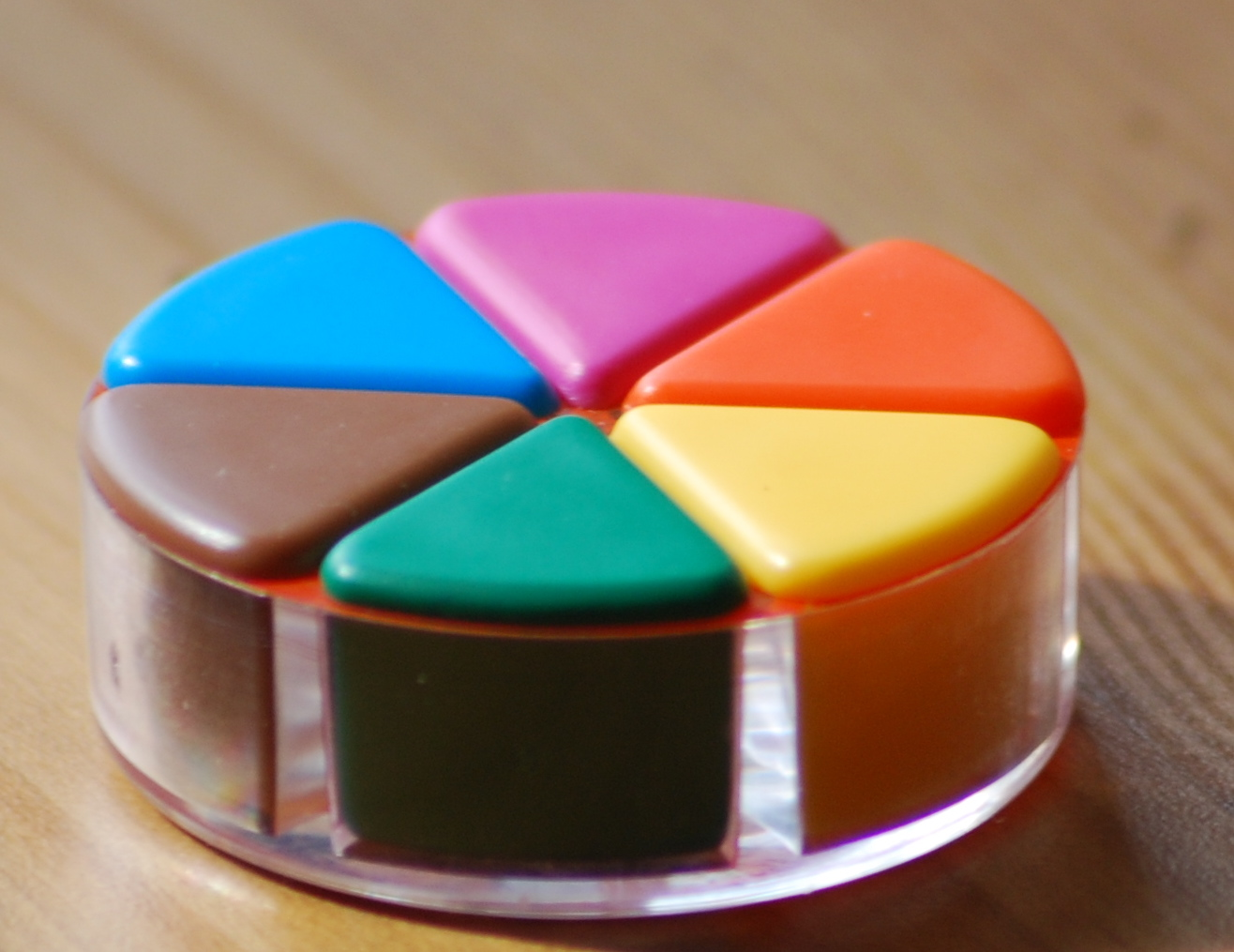
Durchsichtiger Spielstein
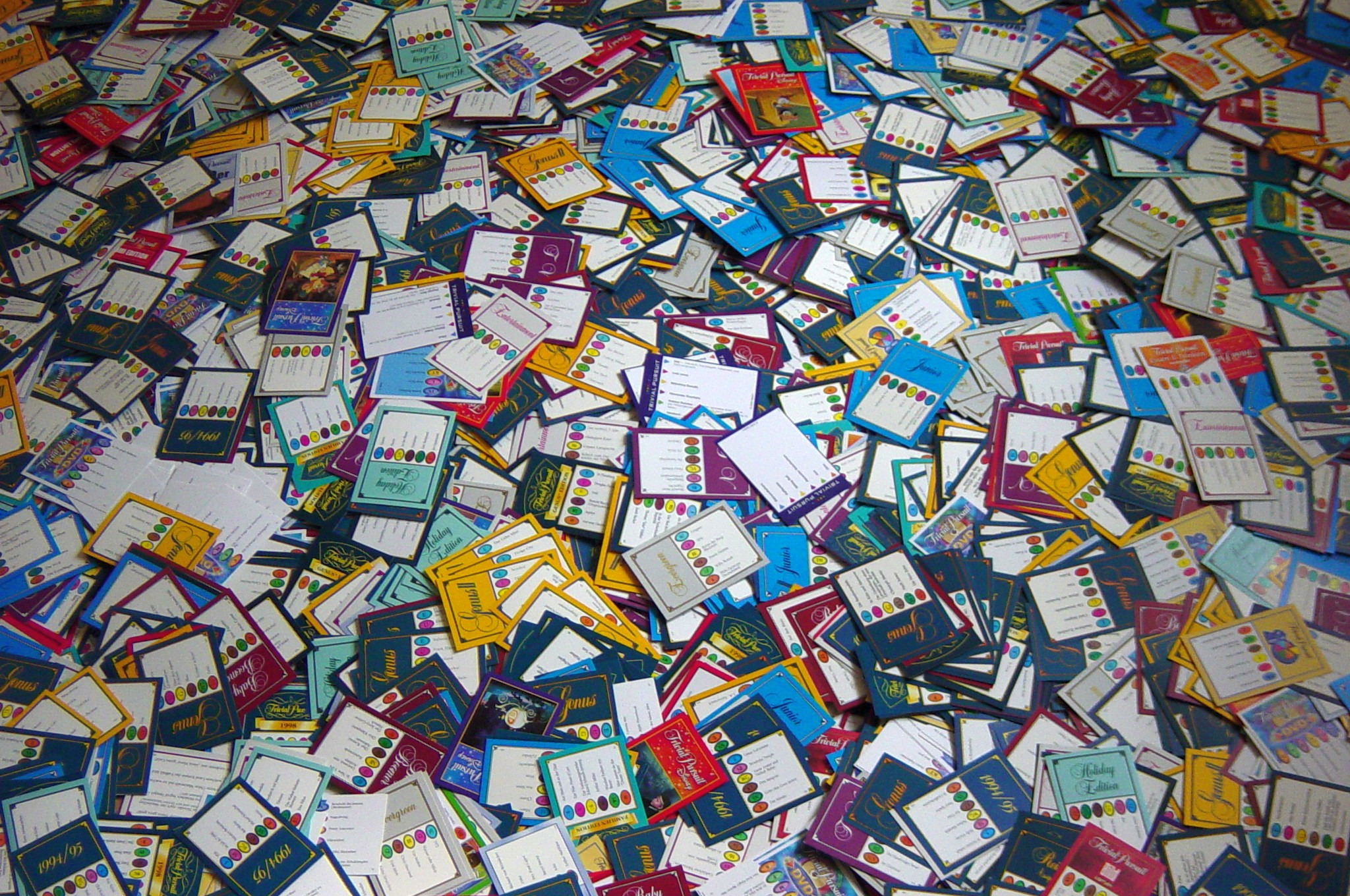
Trivial-Pursuit-Karten

### Spielregeln
Das Spiel beginnt für alle Mitspieler auf dem Zentrumsfeld. Es wird ausgewürfelt, wer anfängt. Gespielt wird im Uhrzeigersinn. Der erste Spieler würfelt und setzt seinen Spielstein um die gewürfelte Augenzahl in eine beliebige Richtung vorwärts. Ein gegnerischer Spieler zieht die vorderste Karte aus dem Kartenhalter und stellt die Frage der Kategorie, die der Feldfarbe entspricht. In der Standard-Edition gibt es die Kategorien Erdkunde (blau), Unterhaltung (pink), Geschichte (gelb), Kunst & Literatur (braun bzw. lila), Wissenschaft & Technik (grün) und Sport & Vergnügen (orange). Beantwortet der Spieler die Frage richtig, darf er noch einmal würfeln. Wenn er sich auf einem Eckfeld befindet, erhält er für die richtige Antwort die Wissensecke in der zugehörigen Farbe. Erst wenn eine Frage falsch beantwortet wird, ist der nächste Spieler an der Reihe.
Trifft ein Spieler, der noch nicht alle Keile besitzt, auf das Zentrumsfeld, so darf er sich die Kategorie der ihm dort gestellten Frage aussuchen.
Hat der Spieler alle sechs Keile gesammelt, muss er mit seinem Spielstein auf das Zentrumsfeld gelangen, um dort eine Frage aus einer zuvor von den Mitspielern ausgewählten Kategorie zu beantworten. Gelingt es ihm, hat er das Spiel gewonnen. Sollte er an der Frage scheitern, geht das Spiel weiter und er muss in den nächsten Runden wieder versuchen, das Zentrumsfeld zu erreichen.
Bei neueren Editionen (Master, DVD, Essen & Trinken, …) wurde die Farbe Braun durch Lila ersetzt. In der Edition Der Herr der Ringe sind die Farben anders gereiht.

## Editionen
Die Genus Edition und einige weitere Ausgaben, etwa die Familien- und die Junior Edition, wurden und werden immer wieder überarbeitet und auf einen aktuellen Stand gebracht. Die erste Genus Edition besaß 6000 Fragen, bei der zweiten Edition wurde die Hälfte durch neue ersetzt. Die Genus III Edition von 1994 enthielt insgesamt 4800 neue Fragen. Die überarbeitete Version, ohne Zusatz und in neuem Design, des folgenden Jahres enthielt rund ein Fünftel neue Fragen.
Einige Editionen – Genus II, Junior, Baby Boomer – gab es in zwei Versionen mit 3000 oder 6000 Fragen. Die 6000-Fragen-Version enthielt alle Fragen der 3000-Fragen-Version.
Zählt man alle Fragen zusammen, so sind allein in den deutschen Varianten bis 2009 etwa 150.000 verschiedene Fragen gestellt worden, bis 2012 über 200.000.
Im Laufe der Jahre sind von Trivial Pursuit im deutschsprachigen Raum zahlreiche Varianten, Ergänzungen und Sondereditionen erschienen:

### Brettspiele & Ergänzungen
| - Classic Edition (2017) - Master Edition (2009) - Deluxe (2007) - Genus II (Kartensatzerweiterung, 1986, 1989) - Genus Edition (ab 1984, mehrere Auflagen) - Genus Edition Österreich (ab 1985, mehrere Auflagen) - Genus Edition Schweiz - Junior Edition (1985, 2011) - Junior Edition (1990, Kartensatz) - für Kids (2004) - Kinder Edition (1995) - Familien Edition (ab 1995, mehrere Auflagen) - Familien Edition Österreich | - 80er Jahre (2000) - 90er Jahre (2005) - 2000er Edition (2016, stark abgewandeltes Spielprinzip1) - Jahrtausend Edition (1998) - 1993 Edition (1993) - 1994/1995 Edition (1994, auch als Österreich-Ausgabe) - 1996 Edition (1995, auch für Ö) - 1997 Edition (1996, auch für Ö) - 1998 Edition (1997, auch für Ö) - 20 Jahre Edition (2004) - 250 Jahre Österreichisches Zahlenlotto (2002) - 40 Jahre Edition (2018) - 50 Jahre Deutschland Edition (1999) | - Bayern Edition (Kartensatzerweiterung, 1989) - BILD Edition (2002) - Baby Boomer Edition (Kartensatzerweiterung, 1986) - Disney Edition (Kartensatzerweiterung) - Disney DVD Edition (2005) - Disney Edition (1999, 2005) - Disney Edition (2010, stark abgewandeltes Spielprinzip2) - Disney Familien Edition (2009) - DVD Edition (2005) - Entertainment Edition (1988, Kartensatzerweiterung) - Europa Edition (2005) - Evergreen Edition (1991) - Harry Potter (2019) | - Holiday Edition (1990, Kartensatzerweiterung) - Kronen Zeitung 1900-2000 Edition - Musik Edition (1989, als eigenständiges Spiel (inklusive MC/CD) und als Kartensatzerweiterung) - Olympia Edition Österreich (2000) - Olympic Edition (1992, Kartensatzerweiterung) - Star Wars Klassische Trilogie Edition (1997) - Star Wars Edition Black (2016) - Star Wars DVD Edition (2005) - TV Edition (1992) - World Cup Edition (1998) - Worldwide Edition (2003) |

1: Fragekarten mit individueller Unterkategorie, eigenes Spielfeld

2: Eigene Fragekarten, eigenes Spielfeld.

### Kompakt- & Reiseeditionen
| - Reise Edition (1991) - Genus Kompakt Edition (2003) - Genus Kompakt Edition Österreich - Familien Kompakt Edition (2003) - Familien Kompakt Edition Österreich | - The Big Bang Theory (2015) - Disney Reisespiel (1995) - Disney Pixar Kompakt (2008) - Dinosaurier Kompakt (2017) - Deutscher Fußball-Bund Reise (2014) - Essen und Trinken Reisespiel (1995) | - Essen und Trinken Kompakt (2008) - FC Bayern München Reisespiel (2001) - Fußball Kompakt (1993) - Fußball Weltweit Kompakt (2007) - Girls vs Boys Kompakt (2007) - Der Herr der Ringe Kompakt (2018) - Harry Potter Kompakt (2014) - Kino Reisespiel (1995) | - Münster (2018) - Musik Kompakt Edition 1990-heute (2006) - Party Reise Edition (2020) - Promi Kompakt Edition (2004) - Rick & Morty Reise Edition (2020) - Rock&Pop Reisespiel (1995) - Star Wars Kompakt Edition - World of Warcraft (2016) |

### Computerspielumsetzungen
Seit 1986 sind mindestens 18 Computerspiele erschienen, die auf der Trivial-Pursuit-Lizenz beruhen. Die ersten Umsetzungen erfolgten durch den britischen Publisher Domark, der sich Exklusivrechte gesichert hatte. Im Laufe der Jahre erschienen unter anderem Varianten mit der Filmserie Star Wars und der Zeichentrickserie Die Simpsons als Thema.

### Weitere Spiele der Marke
- Shuffle (2014)

Kartenspiel mit sowohl Aktionskarten als auch Quizkarten mit 330 Fragen. Optionale Nutzung mit einer Smartphone-Anwendung. Quizkarten können auch für normale Ausgaben genutzt werden.
- Party (2013, 2020)

Brettspiel für Gruppen mit reduziertem Regelwerk, es wird immer abwechselnd geantwortet, Ziel ist es auch hier, sechs Wissensecken zu erspielen, diese sind aber frei in der Kategoriewahl. 1200 Fragen (2013), 600 Fragen (2020). Quizkarten können auch für normale Ausgaben genutzt werden.
- Wetten & Gewinnen (2011)

Brettspiel mit 1800 Quizfragen. Statt nur über richtige Antworten können Wissensecken auch über das Einschätzen der Beantwortung von Fragen der Mitspieler gewonnen werden. Quizkarten haben breiteres Format und lassen sich nicht ohne weiteres mit anderen Ausgaben kombinieren.
- Steal (2009)

Kartenspiel mit sowohl Aktionskarten als auch Quizkarten mit 330 Fragen. Quizkarten können auch für normale Ausgaben genutzt werden.
- Team (2009)

Brettspiel für Gruppen mit Fragesets. Diese können nicht mit anderen Ausgaben genutzt werden.

## Fragekategorien
Die verschiedenen Farben auf den Fragekarten stehen für verschiedene Fragekategorien. In der folgenden Tabelle sind für einige Editionen die einzelnen Kategorien aufgelistet:
| Edition                                | Jahr | Fragen | Spielfeld Felder zw. Speichen | Blau                         | Rosa                             | Gelb                           | Braun/Lila                      | Grün                              | Orange                       |
| -------------------------------------- | ---- | ------ | ----------------------------- | ---------------------------- | -------------------------------- | ------------------------------ | ------------------------------- | --------------------------------- | ---------------------------- |
| Genus I                                | 1984 | 6000   | 6 Felder                      | Erdkunde                     | Unterhaltung                     | Geschichte                     | Kunst und Literatur             | Wissenschaft und Technik          | Sport und Vergnügen          |
| Genus II                               | 1986 | 6000   | -                             | Erdkunde                     | Unterhaltung                     | Geschichte                     | Kunst und Literatur             | Wissenschaft und Technik          | Sport und Vergnügen          |
| Genus III                              | 1989 | 4800   | 6 Felder                      | Erdkunde                     | Unterhaltung                     | Geschichte                     | Kunst und Literatur             | Wissenschaft und Technik          | Sport und Vergnügen          |
| Genus (1995)                           | 1995 | 4800   | 6 Felder                      | Erdkunde                     | Unterhaltung                     | Geschichte                     | Kunst und Literatur             | Wissenschaft und Technik          | Sport und Vergnügen          |
| Genus (2005)                           | 2005 | 2400   | 6 Felder                      | Erdkunde                     | Unterhaltung                     | Geschichte                     | Kunst und Literatur             | Wissenschaft und Technik          | Sport und Vergnügen          |
| Deluxe                                 | 2007 | 3600   | 6 Felder                      | Erdkunde                     | Unterhaltung                     | Geschichte                     | Kunst und Literatur             | Wissenschaft und Technik          | Sport und Vergnügen          |
| Master                                 | 2009 | 3000   | 6 Felder                      | Erdkunde                     | Unterhaltung                     | Geschichte                     | Kunst und Literatur             | Wissenschaft und Technik          | Sport und Vergnügen          |
| Classic                                | 2017 | 2400   | 6 Felder                      | Erdkunde                     | Unterhaltung                     | Geschichte                     | Kunst und Literatur             | Wissenschaft und Technik          | Sport und Vergnügen          |
| Familien                               | 1995 | 2400   | 5 Felder                      | Erdkunde                     | Unterhaltung                     | Geschichte                     | Kunst und Literatur             | Wissenschaft und Technik          | Sport und Vergnügen          |
| Familien                               | 2014 | 2400   | 3 Felder                      | Erdkunde                     | Unterhaltung                     | Geschichte                     | Kunst und Literatur             | Wissenschaft und Technik          | Sport und Vergnügen          |
| Baby Boomer                            | 1986 | 6000   | 6 Felder                      | Funk und Fernsehen           | Leinwand und Bühne               | Nachrichten                    | Druck                           | Trends und Szene                  | Rock und Pop                 |
| Bayern Edition                         | 1989 | 3000   | -                             | Geografie                    | Historie                         | Weiß-Blau Bayerisches          | Unterhaltung                    | Kunst & Literatur                 | Sport & Freizeit             |
| The Big Bang Theory                    | 2015 | 600    | -                             | Staffeln 1+2                 | Staffel 3                        | Staffel 4                      | Staffel 5                       | Staffel 6                         | Staffel 7                    |
| BILD Edition                           | 2002 | 1800   | 5 Felder                      | Schlagzeilen                 | Klatsch & Promis                 | Deutschland und die Welt       | Szene & Premieren               | Fußball                           | Autos & Sport                |
| Dinosaurier                            | 2017 | 600    | -                             | Populärkultur                | Verhalten                        | Merkmale                       | Freunde, Feinde und Familien    | Lauter Namen                      | Entdeckungen                 |
| Disney (Kartensatz)                    | 1992 | 1500   | -                             | Micky Maus und Minnie Maus   | Donald, Daisy und Disney Familie | Zeichentrick-Filme             | Spiel- und Tierfilme            | Disneywelt                        | Lieder und Geschichten       |
| Disney (Reisespiel)                    | 1995 | 600    | -                             | Micky Maus und Minnie Maus   | Donald, Daisy und Disney Familie | Zeichentrick-Filme             | Spiel- und Tierfilme            | Disneywelt                        | Lieder und Geschichten       |
| Disney Edition (1999)                  | 2005 | 1800   | 5 Felder                      | Es war einmal...             | Disneys Wunderwelt               | Monster und Bösewichter        | Helden und Heldinnen            | Helfer & Gute Geister             | Schauplätze & Drumherum      |
| Disney Edition (2005)                  | 2005 | 1200   | 6 Felder                      | Helden und Heldinnen         | Monster und Bösewichter          | Nebenrollen                    | Schauplätze und Requisiten      | Action                            | Sprüche und Zitate           |
| Disney DVD Edition                     | 2005 | 2200   | 6 Felder                      | Helden und Heldinnen         | Es war einmal...                 | Monster und Bösewichter        | Helfer & Gute Geister           | Schauplätze & Drumherum           | Disneys Wunderwelt           |
| Disney Familien Edition                | 2009 | 1200   | 6 Felder                      | Helden und Heldinnen         | Es war einmal...                 | Monster und Bösewichter        | Helfer & Gute Geister           | Schauplätze & Drumherum           | Disneys Wunderwelt           |
| Deutscher Fußball-Bund                 | 2014 | 330    | 3 Felder                      | Nationalspieler- und Trainer | Frauen-Nationalmannschaft        | Geschichte des DFB             | Europameisterschaft             | Weltmeisterschaft                 | DFB-Pokal                    |
| DVD                                    | 2005 | 1950   | 6 Felder                      | TV                           | Lifestyle                        | Klatsch und Tratsch            | Musik                           | Film                              | Sport und Spiele             |
| Entertainment                          | 1988 | 3000   | -                             | Hollywood                    | Der deutsche Film                | Medien                         | Lebensart                       | Leute                             | Musik                        |
| Essen und Trinken Reise                | 1995 | 600    | -                             | Kochen & Backen              | Vorspeisen & Desserts            | Restaurants & Köche            | Wein, Wasser & Bier             | Hochprozentiges & Cocktails       | Gesundheit & Ernährung       |
| Essen und Trinken Kompakt              | 2008 | 600    | -                             | Getränke                     | Gourmets und Köche               | Fast Food                      | Internationale Küche            | Zutaten                           | Kochkunst                    |
| Evergreen                              | 1991 | 3000   | 6 Felder                      | Sport und Unterhaltung       | Gesundheit und Ernährung         | Reisen und Erholung            | Personen und Berühmtheiten      | Geschichte und Politik            | Kultur                       |
| FC Bayern München Reisespiel           | 2001 | 600    | -                             | Spieler & Trainer            | Vereinsgeschichte                | Internationale Triumphe        | Tore, Siege & Niederlagen       | Schau'n mer mal                   | Klub & Stadion               |
| Fußball Kompakt                        | 1993 | 600    | -                             | Spieler & Trainer            | Bundesliga & Amateurfußball      | Weltmeisterschaften            | Internationale Tabellen & Ligen | Deutscher Fußball im Ausland      | Verlängerung                 |
| Fußball Weltweit Kompakt               | 2007 | 600    | -                             | Weltfußball                  | Helden & Strategen               | Fußballgeschichte              | Weltmeisterschaften             | Abseits                           | Freistoß                     |
| Girls vs. Boys                         | 2007 | 1200   | -                             | G: TV B: Männer-Spielzeuge   | G: Frauenfilme B: Sport          | G: Frauenromane B: Actionfilme | G: Fashion & Style B: Musik     | G: Musik B: Heiße Ladys           | G: Tolle Typen B: TV         |
| Harry Potter (Kompakt)                 | 2015 | 600    | -                             | Die Dunklen Künste           | Hogwarts                         | Zaubersprüche und -Tränke      | Magische Objekte                | Magier                            | Magische Tiere und Kreaturen |
| Der Herr der Ringe (Kompakt)           | 2018 | 600    | -                             | Gegenstände                  | Bösewichte                       | Helden                         | Orte und Geschichte             | Waffen und Kriege                 | Filmproduktion               |
| Holiday (Kartensatz)                   | 1990 | 2400   | -                             | Traumziele                   | Rund ums Mittelmeer              | Unsere Nachbarn                | Winterurlaub                    | Durch deutsche Lande              | Reisetips                    |
| Jahrtausend Edition                    | 1998 | 1800   | 5 Felder                      | Heute und Morgen             | Hits und Flops                   | Meilensteine                   | Ideen und Visionen              | Genies und Stars                  | Wissenschaft und Kosmos      |
| Junior                                 | 1985 | 6000   | 6 Felder                      | Land und Leute               | Rock und Pop                     | Technik und Wissenschaft       | Kultur und Geschichte           | Tiere und Pflanzen                | Sport und Hobby              |
| Junior                                 | 1990 | 2400   | -                             | Land und Leute               | Rock und Pop                     | Technik und Wissenschaft       | Kultur und Geschichte           | Tiere und Pflanzen                | Sport und Hobby              |
| Junior                                 | 2011 | 1500   | 3 Felder                      | Weltgeschichte               | Natur und Leben                  | Rund um die Welt               | Show & Hobby                    | Sport & Spiel                     | Welt der Wunder              |
| für Kids                               | 2004 | 1500   | 3 Felder                      | Weltgeschichte               | Natur und Leben                  | Rund um die Welt               | Show & Hobby                    | Sport & Spiel                     | Welt der Wunder              |
| Kinder                                 | 1995 | 1500   | 3 Felder                      | Comics und Märchen           | Lieder und Gedichte              | Sport und Spiele               | Pflanzen und Tiere              | Technik und Geographie            | Kunterbunt und Allerlei      |
| Kino                                   | 1995 | 600    | -                             | Schauspieler & Regisseure    | Der europäische Film             | Der amerikanische Film         | Klassiker & Kultfilme           | Film-Genres                       | Hinter den Kulissen          |
| Münster                                | 2018 | 600    | 3 Felder                      | Münster vor einiger Zeit     | Münster kurios                   | Münster allgemein              | Münster in Zahlen               | Münster – Stadt, Land, Leute      | Münster einmalig             |
| Musik Edition (1989)                   | 1989 | 3000   | -                             | Teenidole                    | Was Mutter wissen sollte         | Swinging Sixties               | Nach den Beatles                | Zwischen den Noten                | Alles drin                   |
| Musik Edition Kompakt (1990 bis heute) | 2006 | 600    | -                             | Soundtracks                  | Nebentöne                        | Bands                          | Solokünstler                    | Musik pur                         | Downloads                    |
| Olympia Edition Österreich             | 2000 | 1800   | 5 Felder                      | Allgemein                    | Österreich                       | Helden & Rekorde               | Sommerspiele                    | Winterspiele                      | Kurioses                     |
| Olympic                                | 1992 | 1500   | -                             | Olympische Schauplätze       | Medaillen Gewinner               | Winterspiele                   | Sommerspiele                    | Olympische Höhepunkte             | Fünf Ringe                   |
| Party                                  | 2020 | 600    | -                             | Reisen                       | Lifestyle                        | Filme und Serien               | Musik                           | Wer bin ich?                      | Kulinarisches                |
| Promi Edition (Kartensatz)             | 2004 | 600    | -                             | Kurzer Ruhm                  | Affären und Beziehungen          | Kino Highlights                | Rückblende                      | Zweite Karriere                   | Klatsch und Tratsch          |
| Reise-Ausgabe                          | 1991 | 1200   | -                             | Hören und Sehen              | Essen und Trinken                | Reisen                         | Sport und Freizeit              | Land und Leute                    | Zeitgeschehen                |
| Rick & Morty                           | 2020 | 600    | -                             | Geschichte & Ereignisse      | Rick und die Familie             | Technologie & Wissenschaft     | Wubba Lubba Dub-Dub             | Freunde                           | Schauplätze                  |
| Rock & Pop                             | 1995 | 600    | -                             | Bands & Gruppen              | Männer                           | Ladies                         | Hits & Flops                    | Tourneen & Skandale               | Supermix                     |
| Star Wars Komplett-Set                 | 1997 | 2100   | 6 Felder                      | Waffen und Fahrzeuge         | Quer durchs All                  | Geschichte                     | Helden und Halunken             | Sternenwelt                       | Droiden und Kreaturen        |
| Star Wars Black                        | 2016 | 1800   | 6 Felder                      | Die Cantina                  | Die Macht                        | Helden & Schurken              | Die Saga                        | Eine weit, weit entfernte Galaxis | Hyperraum                    |
| TV-Ausgabe Komplett-Set                | 1992 | 4800   | 6 Felder                      | Bühne und Spielfilm          | Musik und Unterhaltung           | Vertraute Gesichter            | Krimis und Serien               | Bilder und Daten                  | Sport und Spiele             |
| World of Warcraft                      | 2015 | 600    | 6 Felder                      | Geografie                    | Spieler-Charaktere               | Hintergrundwissen              | Beute                           | Bösewichte                        | Gefechte                     |
| World Cup Edition                      | 1998 | 1800   | 5 Felder                      | Fußball aus aller Welt       | Helden & Strategen               | Fußballgeschichte              | Der Weg zum Cup                 | Abseits                           | Verlängerung                 |
| Worldwide Edition                      | 2003 | 1800   | 6 Felder                      | Nordamerika                  | Südamerika                       | Australien/Ozeanien            | Afrika                          | Europa                            | Asien                        |
| 20 Jahre Edition                       | 2004 | 1800   | 6 Felder                      | Rund um die Welt             | Entertainment                    | Fakten, Fakten                 | Dichter, Denker & Künstler      | Neue Technologien                 | Sport & Spiele               |
| 40 Jahre Edition                       | 2018 | 3600   | 6 Felder                      |                              |                                  |                                |                                 |                                   |                              |
| 50 Jahre Deutschland Edition           | 1999 | 1800   | 5 Felder                      | Land & Leute                 | Kunst & Unterhaltung             | Daten & Fakten                 | Deutsche Köpfe                  | Wirtschaft & Wissenschaft         | Sport & Freizeit             |
| 1980er                                 | 2000 | 1800   | 5 Felder                      | Nachrichten und Ereignisse   | Kino und TV                      | Zeitgeist und Szene            | Promis und Stars                | Musik und Show                    | Medaillen und Rekorde        |
| 1990er                                 | 2005 | 1800   | 6 Felder                      | Globales Dorf                | Promis und Stars                 | Topnews                        | Zeitgeist und Szene             | Musik und Show                    | Helden und Versager          |
| 2000er                                 | 2016 | 1800   | 5 Felder                      | Hier & dort                  | Entertainment                    | Gestern & heute                | Rund um die Kunst               | Natur & Technologie               | Freizeit & Sport             |
| 1993 (Kartensatz)                      | 1993 | 1500   | -                             | Schlagzeilen                 | Showbusiness                     | Weltgeschehen                  | Klatsch und Tratsch             | Sportnews                         | Rundblick                    |
| 1994/1995 (Kartensatz)                 | 1994 | 1500   | -                             | Schlagzeilen                 | Showbusiness                     | Weltgeschehen                  | Klatsch und Tratsch             | Sportnews                         | Rundblick                    |
| 1996 (Kartensatz)                      | 1995 | 1500   | -                             | Schlagzeilen                 | Showbusiness                     | Weltgeschehen                  | Klatsch und Tratsch             | Sportnews                         | Rundblick                    |
| 1997 (Kartensatz)                      | 1996 | 1500   | -                             | Schlagzeilen                 | Showbusiness                     | Weltgeschehen                  | Klatsch und Tratsch             | Sportnews                         | Rundblick                    |
| 1998 (Kartensatz)                      | 1997 | 1500   | -                             | Schlagzeilen                 | Showbusiness                     | Weltgeschehen                  | Klatsch und Tratsch             | Sportnews                         | Rundblick                    |
| Europa                                 | 2005 | 68     | -                             | Orte in Europa               | Leben in Europa                  | Institutionen in Europa        | Kultur in Europa                | Geschichte in Europa              | Persönlichkeiten in Europa   |

## Film, Literatur und Popkultur
- Am Ende von Spione wie wir (1985) werden Abrüstungsverhandlungen zwischen den USA und der Sowjetunion mit Trivial-Pursuit-Fragen entschieden.
- In der weiblichen Version des Theaterstücks Ein ungleiches Paar (1985) von Neil Simon treffen sich Freundinnen zum Trivial-Pursuit-Spiel.
- In Die Geister, die ich rief (Scrooged, 1988) spielen Verwandte von Francis Xavier Cross (Bill Murray) Trivial Pursuit.
- In der 47. Episode von Seinfeld (Schönes Wochenende!/The Bubble Boy, 1992) muss George gegen einen unleidlichen Jungen, der aus medizinischen Gründen in einer Blase leben muss, Trivial Pursuit spielen. Bei einem Streit über einen Tippfehler wird die Blase beschädigt.
- In der australischen Komödie Mein geliebter Feind (Dating the Enemy, 1996) treffen sich Singles ohne Date am Valentinstag zum Trivial-Pursuit-Spielen.
- Im Musikvideo zu White & Nerdy (2006) von Weird Al Yankovic wird eine fiktionale Trivial-Pursuit-Fragenkarte gezeigt.
- Im Bestseller Schändung (Fasandræberne; wörtl. Die Fasanenmörder, 2008) von Jussi Adler-Olsen werden die Kinder eines dänischen Kriminalkommissars Jørgensen beim Trivial-Pursuit-Spielen brutal ermordet.
- In Tucker and Dale vs Evil (2010) kommen sich Dale und Allison beim Trivial-Pursuit-Spielen näher.
- In Die Pinguine aus Madagascar ist Trivial Pursuit das Lieblingsspiel des Pinguins Kowalski.
- In der 29. Episode von Die Goldbergs (Nichts für Weicheier/Big Baby Ball, 2014) hat Barry damit zu kämpfen, dass seine Schwester Erica in Trivial Pursuit besser ist als er.
- In Für immer Adaline (2015) beendet Adaline (Blake Lively) in einer Szene die Siegesserie von William (Harrison Ford) bei Trivial Pursuit.
- In der US-Serie The Originals kommt das Spiel in der 19. Folge der 3. Staffel (2016) vor.